# Wappen der Republik Irland
Das Wappen der Republik Irland (englisch Coat of arms of Ireland, irisch Armas na hÉireann, auch bekannt unter Brian Boru Harp, Trinity College Harp oder auch einfach nur Brian Boru) besteht aus einer Harfe auf blauem Grund.

## Geschichte

Präsidentenflagge

Die keltische Harfe ist seit dem 13. Jahrhundert ein Wahrzeichen Irlands und erschien bereits auf unter König Johann Ohneland 1207 geprägten Münzen. Die Brian-Boru-Harfe geht zurück bis in das späte 14. Jahrhundert und kann im Long Room der Bibliothek des Trinity College in Dublin besichtigt werden. Benannt wurde die Harfe nach dem Hochkönig Brian Boru, der jedoch mehr als 400 Jahre vor der Herstellung der Harfe starb, sodass sie ihm niemals gehörte.

Irische Euromünze

Das Abbild der Harfe wird auf irischen Münzen, Reisepässen und Regierungsdokumenten verwendet, und es ist auch das offizielle Siegel des Präsidenten, der Minister und anderen Offiziellen. Die Harfe auf Münzen von 1928 basierte größtenteils auf der Galway-Harfe, während eine modifizierte Version 1939 eingeführt wurde, auf der auch die derzeitigen irischen Münzen basieren.

## Wappen der historischen Provinzen
| Provinz Connacht | Provinz Leinster | Provinz Munster | Provinz Ulster | Vier Provinzen |
|                  |                  |                 |                |                |